# مونیکا تورس
مونیکا تورس یک تکواندوکار مکزیکی است.
وی در مسابقات قهرمانی تکواندو جهان ۱۹۸۷ در بارسلونا، پس از شکست در بازی نهایی در برابر جانگ او-سوک، مدال نقره را در دسته سبک‌وزن به دست آورد. وی در مسابقات قهرمانی تکواندو جهان ۱۹۸۹ پس از شکست مقابل چین یو فانگ، در دسته سبک‌وزن مدال نقره را از آن خود کرد. در مسابقات قهرمانی تکواندو پان امریکن او در سال ۱۹۸۸ برنده مدال طلا، و در سال ۱۹۹۰ صاحب مدال برنز شد.